# 赤橙 (曲)
「赤橙」（せきとう）は、日本のロックバンドACIDMANの楽曲。2000年11月24日にインディーズシングルが発売され、のちメジャーデビューに際して2002年10月9日に3枚目のシングルとして発売された。

## インディーズシングル

### 収録曲
1. to live
  - 作詞・作曲：オオキノブオ

「ACIDMAN THE BEST」に新録バージョンが収録された。
2. 赤橙
  - 作詞：オオキノブオ　作曲：ウラヤマイチゴ

メジャーシングルバージョンとは異なる。
3. 公園
  - 作詞・作曲：ウラヤマイチゴ
4. 培養スマッシュパーティー
  - 作詞・作曲：オオキノブオ

「ACIDMAN 20th Anniversary Fans' Best Selection Album "Your Song"」に再録された。

全曲、アレンジ：ACIDMAN

## メジャーシングル
- 「造花が笑う」「アレグロ」に続く、プレ・デビューシングル第3弾として、300円で販売された。メジャーデビューアルバム『創』にも揃って収録されている。
- CDのイラストは炎。
- エンハンスド仕様で「赤橙 short clip」「Count Down 創」「Gate To Official Home Page」を収録。
- インディーズのシングルのクレジットには一悟作曲となっていたが、このシングルではACIDMAN作曲とされている。

### 収録曲
1. 赤橙 (5:11)
2. scene of 創 #3 (2:33)
アルバムダイジェスト
『創』収録の「at」、「バックグラウンド」、「SILENCE」が数十秒ずつダイジェストで演奏される

作詞：オオキノブオ、作曲：ACIDMAN

## 収録アルバム
- 創 (#1)
- ACIDMAN THE BEST (#1)